# Stine Bredal Oftedal
Stine Bredal Oftedal (n. 25 septembrie 1991, în Oslo) este o handbalistă norvegiană care joacă pentru clubul francez Issy-Paris Hand și echipa națională a Norvegiei pe postul de coordonator de joc.
Handbalista provine din Nittedal și a început să joace la clubul Nit/Hak HK. Ea a continuat apoi la Fjellhammer IL și ulterior la Helset IF. Helset este o echipă satelit a clubului Stabæk Håndball, astfel că Oftedal a început să joace pentru Stabæk începând din sezonul 2008–09, pe când era încă legitimată la Helset.
Stine Bredal Oftedal a debutat la echipa națională a Norvegiei în 2010.
Handbalista studiază la „BI Norwegian Business School”. Ea a concurat pentru „Nittedal IL” în competiții juvenile de aruncarea suliței, înregistrând 32,08 metri cu câteva luni înainte de a împlini 14 ani. Sora sa, Hanna Bredal Oftedal, este și ea handbalistă profesionistă și joacă alături de Stine la Issy-Paris Hand.

## Palmares
- Liga Campionilor EHF:
  -  Câștigătoare: 2018, 2019

- Jocurile Olimpice:
  -  Medalie de bronz: 2016

- Campionatul Mondial:
  -  Câștigătoare: 2011, 2015

- Campionatul European:
  -  Câștigătoare: 2010, 2014, 2016
  -  Medalie de argint: 2012

- Campionatul European pentru Tineret:
  -  Câștigătoare: 2009

- Campionatul Mondial pentru Tineret:
  -  Câștigătoare: 2010

## Distincții individuale
- Cel mai bun centru, inclusă în echipa ideală All-Star Team la Campionatul Mondial pentru Tineret: 2010;
- Cel mai bun centru, inclusă în echipa ideală All-Star Team la Campionatul Mondial: 2015;[9]